# Караульная гора (Красноярск)
Карау́льная гора (Покро́вская гора, Часо́венная гора, Кум-Тиге́й) — сопка расположенная в городе Красноярске, названная в честь располагавшейся здесь караульной вышки. 

## История
Изначально сопка носила название Кум-Тигей (от др. кырг. кум — «песок», тигей — «вершина, холм»). Территория современного Красноярска, до прихода сюда русских, входила в состав Езерского улуса енисейских кыргызов. А сама гора Кум-Тигей была священным местом для местных племен. В 1927 году археолог С. А. Теплоухов совместно с сотрудниками музея Приенисейского края обнаружили на Караульной горе богатое захоронение XIII—XIV веков. Богатство предметов, обнаруженных в могильнике может свидетельствовать о том, что на горе были захоронены члены знатного рода, которые, вероятно, и правили этой территорией.
В 1668 году енисейские казаки, построившие Красноярский острог в устье реки Качи, поставили на горе деревянную сторожевую вышку. На ней несли караул казаки, которые следили за окрестностями и предупреждали горожан о приближении врагов, отчего гора и получила современное название. По предположению историка Г. Ф. Быкони, на этой точке Андрей Дубенский делал в 1624 году «чертежи… урочищам и местам, где могло было быть в Тюлькиной земле острогу».
Другое название горы - Покровская - происходит от находившейся на ней Покровской слободы, которая была названа в честь построенной в конце XVIII века Покровской церкви.
В начале XVIII века на горе установили деревянный крест в память о погибших защитниках города. На нём были указаны дата основания Красноярска и даты осад города. В мае и в сентябре (в месяцы обороны города в 1667 и 1679 годах) у креста проводили крестный ход и молебен в память о спасении Красноярска.
В 1805 году местный купец И. Е. Новиков, чудом выживший в водовороте на речном пороге, в благодарность Богу построил на горе деревянную часовню, а старый деревянный крест заменил на железный, который был уничтожен в советское время. Новый крест был установлен в 1990 году.
В 1855 году вместо сгоревшей деревянной часовни была  поставлена каменная часовня, ставшая символом города Красноярска.
В 2018 году на месте сквера, примыкающего к часовне, был создан парк «Покровский». В парке появились: визит-центр, сеть пешеходных троп, игровые зоны и небольшой амфитеатр с концертной площадкой.

## Достопримечательности
Часовня Параскевы Пятницы — православная часовня, один из символов города Красноярска. Располагается на вершине Караульной горы, на месте древнего языческого капища татар-качинцев.

## Интересные факты
- На Караульной горе работал над своими этюдами Василий Иванович Суриков.
- В августе 1887 года с площадки на Караульной горе наблюдал солнечное затмение Александр Степанович Попов, изобретатель радио. В память об этом событии на восточном фасаде часовни установлена мемориальная доска[7][значимость факта?].